# Astrocaryum ferrugineum
Astrocaryum ferrugineum là loài thực vật có hoa thuộc họ Arecaceae. Loài này được F.Kahn & B.Millán mô tả khoa học đầu tiên năm 1992.